# Опланд
Опланд (норв. Oppland) је округ у источном делу Норвешке. Управно седиште и највећи град округа је Лилехамер. Битан је и град Гјевик.
Површина округа Опланд је 25.189,61 km², на којој живи близу 190 хиљада становника.
У Опланду је одржан један део зимских олимпијских игара 1994. године. 
Округ Опланд је добио од норвешке речи Upplönd, што значи горња земља, како су се означавали унутрашњи делови Норвешке.
Грб потиче из 1989. године и на њему се налази цвет Pulsatilla vernalis.

## Положај и границе округа
Округ Опланд се налази у источним делу  Норвешке и граничи се са:
- север: округ Сер-Тренделаг,
- исток: округ Хедмарк,
- југоисток: округ Акерсхус,
- југ: округ Бускеруд,
- запад: округ Согн ог Фјордане,
- запад: округ Мере ог Ромсдал.

## Природни услови
Опланд је, уз суседни округ Хедмарк, једини у Норвешкој, који нема излаз на море. Округ је махом планински. Највећи део, посебно у јужном и средишњем делу, је састављен од долина меридијанског правца, окружених брдима и нижим планинама.
Округ је такође богат језерима, од којих су највећа Рандсфјроден на југу и Мјеса на истоку. Најважнија река у округу је Лаген.

## Становништво
По подацима из 2010. године на подручју округа Опланд живи близу 190 хиљада становника, већином етничких Норвежана.
Округ последњих деценија бележи стагнирање становништва. У последњих 3 деценије увећање је било за пар процената.
Густина насељености - Округ има густину насељености од преко 7 ст./км², што је осетно мање више од државног просека (12,5 ст./км²). Јужни део округа, који је ближи и приступчнији Ослу, је много боље насељен него планински на северу.

## Подела на општине
Округ Опланд је подељен на 26 општина (kommuner).